# Chicago Cubs
O Chicago Cubs é uma equipe profissional de beisebol americana com sede em Chicago, que competem na Major League Baseball (MLB) como membro da Divisão Central da Liga Nacional (LN). O clube joga suas partidas em casa no Wrigley Field, que está localizado na North Side de Chicago. Eles são uma das duas equipes da liga principal baseadas em Chicago, ao lado do Chicago White Sox da Liga Americana (LA). Os Cubs, inicialmente conhecidos como White Stockings, foram um dos membros fundadores da NL em 1876, tornando-se os Chicago Cubs em 1903.
Ao longo de sua história, os Cubs participaram de um total de onze World Series. Os Cubs de 1906 venceram 116 jogos, perdendo apenas 36 derrotas, com uma porcentagem de vitórias de 76,3%, um recorde na era moderna, antes de perderem a World Series para o Chicago White Sox (conhecido como "The Hitless Wonders") por quatro jogos a dois. Os Cubs venceram o campeonato da World Series em 1907 e 1908 consecutivamente, tornando-se o primeiro time da liga principal a jogar em três World Series consecutivas e o primeiro a vencer duas vezes. Mais recentemente, os Cubs venceram o campeonato da Liga Nacional de 2016 e a World Series de 2016, encerrando uma seca de 71 anos sem título da Liga Nacional e uma seca de 108 anos sem o título da World Series, ambas recordes na Major League Baseball. A seca de 108 anos também foi a mais longa de todas as grandes ligas esportivas nos Estados Unidos e no Canadá. Desde o início do jogo divisional em 1969, os Cubs apareceram na pós-temporada 11 vezes até a temporada de 2024.
Os Cubs são conhecidos como "North Siders", uma referência à localização do Wrigley Field dentro da cidade de Chicago e em contraste com o White Sox, cujo campo (Guaranteed Rate Field) está localizado no South Side.

## História

### 1945: Maldição de Billy Goat
A maldição de Billy Goat se refere a uma praga jogada ao time do Chicago Cubs por Bill Sianis, que era dono de um bar chamada "Billy Goat Tavern". O ocorrido se deu durante um jogo da World Series de 1945 entre a equipe do Cubs e o Detroit Tigers. Bill foi ao estádio Wrigley Field e comprou dois ingressos, um para ele e outro para seu bode chamado Murphy. O proprietário do estádio, no entanto, solicitou que o animal fosse retirado das arquibancadas, alegando que o mesmo cheirava mal.
Bill se revoltou e lançou a maldição - "Os Cubs não vão ganhar mais nada", disse ele. A equipe então perdeu aquela disputa e só voltou a participar da World Series em 2016, sendo campeã.
Antes de 1945, quando perdeu para o Detroit Tigers, o Chicago Cubs havia disputado (e perdido) outras seis vezes a World Series depois do título de 1908. Em 1910 perdeu para Philadelphia Athletics, em 1918 perdeu para Boston Red Sox, em 1929 perdeu novamente para Philadelphia Athletics, em 1932 foi superado pelo New York Yankees, em 1935 perde para o Detroit Tigers e, em 1938, mais uma vez cai diante do New York Yankees.

### 2016: O fim da maldição
Na madrugada do dia 3 de novembro de 2016, em um jogo que começou no dia 2 de novembro e ultrapassou a meia noite, o Chicago Cubs deu um fim à "maldição" ao vencer a World Series depois de estar perdendo a série final por 3 jogos a 1 contra o Cleveland Indians. No derradeiro jogo sete a equipe do Cubs venceu pelo placar de 8 a 7 definido na 10ª entrada.

## Números aposentados
Alguns atletas tornaram-se marca dos números que usaram, e os mesmos foram "aposentados" da equipe, em memória ao respectivo jogador:
- Ron Santo — #10. O número foi aposentado em 2003. Jogou 2102 vezes na 3ª base, entre 1960 e 1973. Depois tornou-se comentarista dos jogos do Cubs, na rádio WGN. Santo foi all-star 9 vezes.
- Ernie Banks — #14. O número foi aposentado em 1982. Conhecido como "Mr. Cub", Banks lidera os Cubs em partidas jogadas (2528), at-bats (9421) e total de bases (4706); foi all-star 14 vezes e eleito para o Hall Of Fame em 1977.
- Ryne Sandberg — #23. Número retirado em 2005. Teve nove luvas de ouro pela atuação na 2ª base e foi all-star 10 vezes. Eleito para o Hall Of Fame em 2005.
- Billy Williams — #26. Número retirado pelo Cubs em 1987, e no mesmo ano eleito pro Hall Of Fame. Foi all-star 6 vezes.
- Greg Maddux — #31. CY 4 temporadas seguidas; 8 vezes all-star.
- Ferguson Jenkins — #31. Número aposentado em 2009. Foi 2 vezes lider da NL em vitórias. CY 1971. 4 vezes all-star.
- Jackie Robinson — #42. Em 1947, foi o primeiro afro-americano a jogar na MLB. Seu número foi aposentado em todas as equipes em 1997.